# Quadrimorphinella
Quadrimorphinella es un género de foraminífero bentónico de la subfamilia Pallaimorphininae, de la familia Chilostomellidae, de la superfamilia Chilostomelloidea, del suborden Rotaliina y del orden Rotaliida. Su especie tipo es Quadrimorphinella vitabunda. Su rango cronoestratigráfico abarca desde el Coniaciense (Cretácico superior) hasta el Luteciense (Eoceno medio).

## Clasificación
Quadrimorphinella incluye a las siguientes especies:
- Quadrimorphinella vitabunda †